# Xã Lostwood, Quận Mountrail, Bắc Dakota
Xã Lostwood (tiếng Anh: Lostwood Township) là một xã thuộc quận Mountrail, tiểu bang Bắc Dakota, Hoa Kỳ. Năm 2010, dân số của xã này là 40 người.